# Armando Balduino
Armando Balduino (Vicenza, 10 gennaio 1937 – Padova, 19 giugno 2020) è stato un critico letterario, filologo, politico e scrittore italiano.
Allievo di Vittore Branca e professore ordinario di Letteratura italiana presso l'Università degli Studi di Padova, produsse contributi nello studio della letteratura trecentesca, di Foscolo e di Nievo.
Impegnato in politica, Balduino fu tra l'altro membro del Consiglio comunale di Padova per i Democratici di Sinistra. Candidato al Senato nelle elezioni politiche del 2006, non risultò tuttavia eletto.

## Opere
- Aspetti e tendenze del Nievo poeta, Firenze, 1962
- Corrado Alvaro, Milano, 1965
- Letteratura romantica dal Prati al Carducci, Bologna, 1967
- Boccaccio, Petrarca e altri poeti del Trecento, Firenze, 1984 ISBN 88-222-3286-0
- Storia letteraria d'Italia, Piccin, 1997, pp. 2510
- Manuale di filologia italiana, Firenze, Sansoni, 2001 (ma prima edizione: 1979)